# Unifred
 (mai 2022).
Si vous disposez d'ouvrages ou d'articles de référence ou si vous connaissez des sites web de qualité traitant du thème abordé ici, merci de compléter l'article en donnant les références utiles à sa vérifiabilité et en les liant à la section « Notes et références ».
Unifred, dit aussi Hunifred, Humfrid ou encore Onfroy (mort après 876) est marquis de Gothie et, peut-être, comte de Barcelone, de Gérone et d'Empúries (858-864), comte de Toulouse (863-864), puis comte du Zürichgau (872-876).

## Biographie

### Origines
Les origines d'Unifred sont obscures – on ne connait ni sa date, ni son lieu de naissance. Il est probablement issu de la noblesse franque. 
Pour certains historiens, il serait un petit-fils d'Unifred (ou Hunfrid), marquis de Frioul en 799 et comte de Rhétie en 806. D'après cette hypothèse, il aurait été lui-même comte de Rhétie mais, s'étant révolté contre le roi de Francie orientale, Louis II, il aurait fui dans le royaume de Francie occidentale où il se serait mis au service du roi Charles le Chauve. 
Pour d'autres auteurs, il appartiendrait à la famille des Unrochides et serait un fils d'Unroch de Frioul, comte de Ternois. Il serait dans ce cas le frère de Bérenger, comte de Toulouse (814-835) et marquis de Septimanie (832-835), et d'Odalric, comte de Barcelone et marquis de Gothie (852-858). 
Une troisième théorie le fait fils de Guérin de Provence et le frère d'Isembard, auquel il aurait succédé en 849 comme comte de Beaune et d'Autun.

### Marquis de Gothie
Unifred apparaît dans la documentation en 858, dans le récit de la translation des reliques de trois martyrs de Cordoue, Georges, Aurèle et Nathalie, à l'abbaye de Saint-Germain-des-Prés. À cette date, il a probablement été investi par le roi Charles le Chauve de plusieurs comtés de la marche de Gothie et de la marche d'Espagne – Barcelone, Empúries, Gérone, Roussillon et Narbonne. Dans ce texte, écrit par le moine germanopratin Aymond, il est désigné comme marquis de Gothie, « à la frontière avec les musulmans ». Alors qu'il se trouve en Bourgogne, où il a des terres, Unifred aurait rencontré deux moines de Saint-Germain, envoyés à Valence, dans l'émirat de Cordoue, pour chercher les reliques de saint Vincent. Il se serait engagé à aider les moines en leur donnant une charte de recommandation et un domestique pour les accompagner. Plus tard, les deux moines, ayant appris de l'évêque d'Uzès, Walafrid, que les reliques de saint Vincent avaient été déplacées à Bénévent, en Italie, auraient décidé de poursuivre leur route jusqu'à Barcelone, où ils auraient rencontré Sunifred, vicaire du comté de Barcelone en l'absence d'Unifred. Ils auraient alors obtenu d'Unifred une charte de recommandation auprès d'Abd al-Awar, gouverneur musulman de Saragosse. C'est avec l'aide de ce dernier que les deux moines seraient arrivés en toute sécurité à Cordoue, où ils auraient obtenu de l'évêque de la ville, Saül, les reliques de Georges, Aurèle et Nathalie. Sur le chemin du retour, ils auraient retrouvé Unifred à Argilli, près de Beaune, avant de rentrer à Paris. 
Unifred aurait donc négocié un traité de paix avec Abd al-Uwar, wali de Saragosse au début de l'année 858, avant d'aller en Bourgogne pour aider Charles le Chauve, laissant des vicaires pour diriger les comtés. Au mois de février, il est probablement à Beaune et, le 21 mars, à l'assemblée générale de Quierzy, convoquée par le roi Charles le Chauve. Au mois de septembre, Unifred est revenu à Beaune, peut-être pour y recruter des forces alors que Charles le Chauve est en guerre contre son frère, Louis le Germanique. Ce n'est que le 15 janvier 859 que Charles le Chauve le repousse à la bataille de Saint-Quentin.
En 861, les forces musulmanes, après une période de trêve, attaquent Barcelone et l’assiègent. Finalement, Unifred négocie le retrait des troupes et le renouvellement de la trêve. À l'automne de la même année, Charles le Chauve projette de spolier son neveu, Charles de Provence, fils de Lothaire Ier, de son royaume de Provence. Mais il échoue face à Girart de Provence, qui défend le royaume pour Charles de Provence, et il ne peut aller plus loin que Mâcon.

### Révolte contre Charles le Chauve
En raison de son échec face à la Provence et de son incapacité à soumettre les Vikings, Charles le Chauve provoque le mécontentement d'une partie de l'aristocratie franque. Les tensions sont particulièrement sensibles dans le royaume d'Aquitaine, où Charles l'Enfant, incité par son protecteur, le comte d'Auvergne Étienne, se révolte contre son père. L'échec de Charles le Chauve provoque une révolte d'une partie de la noblesse du royaume, à laquelle se joint Unifred. Le sud du royaume échappe au contrôle de Charles le Chauve, qui accuse Unifred d'infidélité. Le 19 août 862, il le dépouille de ses honneurs, qu'il confie à Suniaire. Malgré sa disgrâce, Unifred s'assure le contrôle des comtés de Barcelone, Osona, Narbonne, Agde, Béziers, Melgueil et Nîmes. À la fin de l'année 862, deux de ses vicaires, Lambert et Adaulf, tiennent un plaid à Narbonne. En 863, Unifred occupe la ville de Toulouse et s'empare des comtés de Toulouse, de Pallars et de Ribagorce. Le comte de Toulouse, Raimond, fidèle de Charles le Chauve, est mort dans le combat. Au même moment, Étienne expulse le comte d'Auvergne, Bernard. 
Mais à ce moment, la situation se retourne contre Unifred et ses alliés. Charles le Chauve fait occuper par ses troupes les domaines bourguignons d'Unifred et d'Étienne. À Nevers, qui appartenait à Étienne, Charles l'Enfant se soumet à son père. En même temps, le comte d'Urgell et de Cerdagne, Salomon, négocie un traité de paix et de neutralité avec l'émir de Cordoue Muhammad Ier, afin de le détourner de son alliance avec Unifred. Une assemblée tenue à Verberie à la fin du mois d'octobre 863 confirme la paix, laissant Unifred isolé.
En 863, les Normands, repoussés sur la Loire par Robert le Fort, se dirigent vers l'Aquitaine et atteignent Saintes. Le comte d'Angoulême Turpion est tué dans l'assaut de la ville, le 4 octobre, et les Normands ravagent les comtés de Poitou, Périgueux et Limoges. En 864, ils atteignent l'Auvergne et Clermont, où se trouve Étienne, qui meurt au combat. Ils occupent aussi Bordeaux où le roi Pépin II est fait prisonnier. Ils remontent ensuite la Garonne jusqu'à Toulouse, où ils sont cependant repoussés, soit par Unifred, soit par des missi dominici de Charles le Chauve. Immédiatement après, Unifred, sans alliés, fuit vers l'Italie – s'il ne l'avait pas fait déjà au début du siège. Charles le Chauve procède au partage des honneurs des rebelles : le marquisat de Gothie passe à Bernard de Gothie, de la famille des Guilhelmides, tandis que le comté de Toulouse revient à Bernard, le fils de Raimond Ier.

### Retour en Rhétie
On retrouve finalement Unifred en Rhétie, comme comte du Zürichgau entre 872 et 876. 